# Staudach-Egerndach
Staudach-Egerndach ist eine Gemeinde im oberbayerischen Landkreis Traunstein. Staudach ist Sitz der Gemeindeverwaltung. Die Gemeinde ist Mitglied der Verwaltungsgemeinschaft Marquartstein.

## Geographie

### Geographische Lage
Die Gemeinde liegt im Chiemgau, speziell im Achental südlich des Chiemsees. Die nächstliegende Autobahn wie auch der nächstliegende Bahnhof sind an der Strecke München-Salzburg bei Übersee zu finden.
Von Staudach-Egerndach aus kann der Hochgern (1748 m ü. NHN) bestiegen werden.

### Gemeindegliederung
Es gibt zwölf Gemeindeteile (in Klammern ist der Siedlungstyp angegeben):
- Avenhausen (Weiler)
- Bayern (Dorf)
- Dillsperg (Einöde)
- Egerndach (Kirchdorf)
- Einöd (Einöde)
- Gastätt (Weiler)
- Hub (Weiler)
- Kitzbichl (Weiler)
- Schnappenwinkl (Dorf)
- Staudach (Pfarrdorf)
- Steinach (Dorf)
- Straßberg (Weiler)

### Nachbargemeinden
Benachbarte Gemeinden sind Übersee, Grabenstätt, Bergen, Ruhpolding, Unterwössen, Marquartstein und Grassau.

## Geschichte
Der Ort Egerndach wird mit „Gerhart de Egerdach“ 1110/11 ersturkundlich erwähnt, der Ort Staudach 1150 als „Studahe“. Auf dem heutigen Gemeindegebiet bestand im Mittelalter die Burg Hohenstein, die sich zeitweise im Besitz des Chiemgau-Grafengeschlechts der Sieghardinger befand. Die Anlage, von der heute nur noch wenige Reste auf dem Schlossberg erhalten sind, wechselte häufig den Besitzer. Im Jahr 1260 kam die Burg zur Herrschaft von Herzog Heinrich XIII. von Bayern-Landshut.
Die heutige selbstständige Gemeinde entstand 1817 als Gemeinde Egerndach. Am 13. April 1949 wurde der Gemeindename Egerndach amtlich in Staudach-Egerndach geändert.
Im Jahre 1885 wurde die Gemeinde mit dem Bahnhof Staudach-Grassau (bis 1933 nur Staudach) an der Bahnstrecke Übersee–Marquartstein an den Zugverkehr angebunden. Die Haltestelle befand sich auf Grassauer Gemeindegrund, westlich des Ortsteils Staudach am gegenüberliegenden Flussufer der Tiroler Achen. Die Strecke wurde 1968 im Personenverkehr bzw. 1992 im Güterverkehr stillgelegt.

### Einwohnerentwicklung
Zwischen 1988 und 2018 wuchs die Gemeinde von 1053 auf 1167 um 114 Einwohner bzw. um 10,8 %.

## Politik

### Gemeinderat
Zur Gemeinderatswahl 2020 trat ausschließlich eine gemeinsame Liste von CSU und Unabhängiger Wählergruppe an, die bei einer Wahlbeteiligung von 64,57 % alle zwölf Sitze erhielt.

### Bürgermeisterin
Martina Gaukler (CSU/UWG) ist seit 1. Mai 2020 Erste Bürgermeisterin; diese wurde am 15. März 2020 mit 85,4 % der gültigen Stimmen gewählt. Ihr Vorgänger war vom 1. Mai 2002 bis 30. April 2020 Hans Pertl (nominiert von CSU und mehreren Wählergemeinschaften).

### Wappen
|                         | Blasonierung: „In Blau über einer aus silbernem Stufengiebel wachsenden silbernen heraldischen Lilie schwebend ein goldenes Andreaskreuz.“ |
| Wappenführung seit 1972 | |

## Kultur und Sehenswürdigkeiten

### Kunst
In Staudach-Egerndach lebt und arbeitet der Bildhauer Carsten Lewerentz. Seit 1999 betreibt Lewerentz in einem ehemaligen Lebensmittelladen in der Bahnhofstraße das „Atelierfenster“. Neben lebenden, vorwiegend regionalen Künstlern des Chiemgaus wurden auch in Vergessenheit geratene Bildende Künstler vorgestellt (z. B. Käthe Seele oder Wilhelm Srb-Schloßbauer).

### Musik
Staudach ist der Gründungsort der überregional bekannten Band Django 3000.

## Verkehr
Staudach und Egerndach liegen am Bodensee-Königssee-Radweg, welcher in Lindau beginnt und zum Königssee bei Berchtesgaden führt.

## Personen
- Therese („Rosi“) Brandl (* 1. Februar 1909 in Staudach; † (hingerichtet) 24. Januar 1948 in Kraków/Krakau), KZ-Aufseherin im nationalsozialistischen Deutschen Reich
- Anna Kroher (* 30. Juni 1859; † 4. Dezember 1943), Sagenforscherin und Heimatbuchautorin
- Adolph Kroher (* 3. Mai 1825; † 23. April 1892), Zementfabrikgründer und Erfinder des ersten Dachsteines aus Zement